# Ladozjskaja (metrostation)
Ladozjskaja (Russisch: Ладожская) is een station van de metro van Sint-Petersburg. Het station maakt deel uit van de Pravoberezjnaja-lijn en werd geopend op 30 december 1985. Station Ladozjskaja bevindt zich in het oosten van Sint-Petersburg dankt zijn naam aan het feit dat tijdens het beleg van de stad gedurende de Tweede Wereldoorlog op de locatie van het station de bevoorradingslijn naar het Ladogameer begon. In de planningsfase werd het station Novoladozjskaja genoemd, wat "Nieuw-Ladoga" betekent.
Het station ligt 61 meter onder de oppervlakte en beschikt over een perronhal met een gewelfd plafond. De toegang tot het metrostation bevindt zich aan het einde van de Zanevski prospekt, bij het Ladozjski-station, het nieuwste van de vijf spoorwegstations van Sint-Petersburg. Bij de bouw van het spoorwegstation (2001-2003) werd het toegangsgebouw geïntegreerd in het stationscomplex. Het perron van de metro ligt haaks op die van het spoorwegstation.